# گروسبادگاشت
گروسبادگاشت (به آلمانی: Großbadegast) یک منطقهٔ مسکونی در آلمان است که در زودلیشس آنهالت واقع شده‌است. گروسبادگاشت  ۶۸۳ نفر جمعیت دارد.